# Adam Wojciechowski (prawnik)
Adam Feliks Wojciechowski (ur. 1 stycznia 1943 w Jarosławiu) – polski prawnik, działacz opozycji w PRL.

## Życiorys
Syn Stanisława i Zofii z domu Krzciuk. W 1960 roku ukończył Liceum Ogólnokształcące im. Mikołaja Kopernika w Katowicach. Następnie ukończył studia prawnicze (1965) oraz historię sztuki (1970) na Uniwersytecie Warszawskim. Następnie kontynuował studia z zakresu historii sztuki w Rzymie oraz podjął studia językowe w Toronto. W 1974 roku powrócił do Polski i podjął pracę jako referent prawny w Wojewódzkim Przedsiębiorstwie Zaopatrzenia Górniczego w Katowicach. W latach 1976–1985 był radcą prawnym przy Stowarzyszeniu Autorów ZAiKS.
Według dokumentów Służby Bezpieczeństwa, miał angażować się w działalność organizacji Ruch. Przełożył na język angielski raport na temat więziennictwa w Polsce autorstwa Emila Morgiewicza, przesłany następnie do Amnesty International. 27 sierpnia 1975 roku został aresztowany, jego sprawa została jednak umorzona na mocy amnestii.
W 1976 roku był jednym z założycieli pism „U progu” i „Biuletynu Informacyjnego KOR”. Od 1977 roku był członkiem konspiracyjnej organizacji Nurt Niepodległościowy. W 1977 roku był współzałożycielem Ruchu Obrony Praw Człowieka i Obywatela. Był członkiem redakcji czasopism „Opinia” i „Aspekt”, współpracował również z gazetą „Gospodarz”. Wraz z Emilem Morgiewiczem i Zbigniewem Sekulskim był współorganizatorem polskiego oddziału Amnesty International. Angażował się również w działalność Ruchu Wolnych Demokratów. We wrześniu 1979 roku został skazany na 2 miesiące aresztu za zakłócanie spokoju. W marcu 1980 roku był uczestnikiem akcji ulotkowej wzywającej do wzięcia udziału w wyborach parlamentarnych i skreślenia wszystkich kandydatów. Został zatrzymany i skazany na 2 miesiące aresztu za zaśmiecanie ulicy, kara została następnie skrócona do 1 miesiąca.
W 1980 roku, wraz z m.in. Jarosławem Kaczyńskim i Antonim Macierewiczem, współtworzył w Warszawie punkt konsultacyjny dla osób zakładających NSZZ. Był również współautorem statutu NSZZ Pracowników Nauki, Techniki i Oświaty. W lutym 1981 roku wspomagał studentów podczas negocjacji z Ministerstwem Nauki w sprawie zarejestrowania Niezależnego Zrzeszenia Studentów. W latach 1980–1981 współpracował z pismem „Prawda (Wolnych Polaków)”. W 1982 roku był redaktorem podziemnej gazety „Bez Dyktatu”.
W 1987 na zaproszenie prezydenta RP na uchodźstwie Kazimierza Sabbata udał się do Londynu, gdzie współpracował z pismem „Dziennik Polski i Dziennik Żołnierza”. W 1989 był kandydatem Ruchu Wolnych Demokratów na senatora. Napadnięty i pobity przez nieznanych sprawców, wycofał się z udziału w wyborach. W latach 1995–1998 pracował jako doradca w przedsiębiorstwie Promax.
W 1992 roku był jednym z założycieli Fundacji Necropolis Jaroslaviensis. Od 1995 roku jest członkiem Krajowego Funduszu na rzecz Dzieci, jest również działaczem Stowarzyszenia Wolnego Słowa oraz Stowarzyszenia RWD. Od 2008 roku jest członkiem Porozumienia Partii i Organizacji Niepodległościowych. Od 2012 roku był sekretarzem zarządu Stowarzyszenia na rzecz Rozwoju Wsi Czarniecka Góra.
W 2004 kandydował do Parlamentu Europejskiego z listy Narodowego Komitetu Wyborczego Wyborców.
23 marca 2007 odznaczony przez prezydenta RP Lecha Kaczyńskiego Krzyżem Komandorskim z Gwiazdą Orderu Odrodzenia Polski.